# Brunkulslejerne 1944
Brunkulslejerne 1944 er en dansk kortfilm fra 1944.

## Handling
Denne artikel mangler et handlingsreferat. Hjælp os med at skrive det.

## Medvirkende
- Karl Stegger